# Грей, Чарльз (актёр)
Чарльз Грей (англ. Charlie Gray, настоящее имя Дональд Маршалл Грей (англ. Donald Marshall Gray; 29 августа 1928, Борнмут — 7 марта 2000, Лондон) — британский актёр театра, кино и телевидения.

## Биография
Дональд Грей родился 29 августа 1928 года в английском городе Борнмут на берегу Ла-Манша в семье геодезиста Дональда Грея и его жены Мод Элизабет (урожденной Маршалл). Учился в Борнмутской школе вместе с известным комиком Бенни Хиллом (школа последнего во время Второй мировой войны была эвакуирована в то же здание). Уже тогда будущий актёр увлекался кино: некоторые из его друзей помнят, что стены его спальни были оклеены портретами кинозвёзд).
Окончив учёбу, Грей устроился на работу клерком в агентстве недвижимости, но начале 1950-х годов оставил её, чтобы стать актёром. Свой первый сценический опыт он получил в театральном клубе рядом с отелем Palace Court в Борнмуте, где он однажды, заменив основного актёра, неожиданно хорошо сыграл в постановке «Хитроумный план щеголей».
В конце 1950-х годов Грей уехал из Борнмута. Став профессиональным актёром, он был вынужден взять псевдоним, чтобы его не путали с уже игравшим в то время актёром по имени Дональд Грей. Псевдоним Чарльз Грей он выбрал отчасти потому, что Чарльзом звали его деда по материнской линии, отчасти потому, что у него был близкий друг по имени Чарльз, а отчасти потому, что ему просто нравилось звучание этого сочетания. Правда, в своё первое появление на Бродвее в 1961 году в мюзикле «Кин» он вышел под именем Оливер Грей.
Чарльз Грей ярко проявил себя на театральной сцене, в частности, в театре под открытым небом Риджентс-парка и в «Олд Вик» в Лондоне, в Королевской шекспировской компании, на сценах Стратфорда-на-Эйвоне; в Королевской шекспировской компании он получил вокальную подготовку.
В 1960-х годах Грей зарекомендовал себя как успешный характерный актёр и часто появлялся на британском телевидении. В этот период он снимался в шпионском телесериале «Опасный человек» и детективном сериале «Мегрэ». Грей также снимался с Лоренсом Оливье в фильме «Комедиант» (1960), где сыграл репортёра. В 1964 году он сыграл убийцу Джека Бейкера в сериале «Перри Мейсон».
Известность к Грею-киноактёру пришла в 1967 году, когда он снялся с Питером О'Тулом и Омаром Шарифом в военной детективной драме «Ночь генералов». Спустя полгода вышел фильм о Джеймсе Бонде «Живёшь только дважды», где Грей сыграл офицера австралийской разведки Дикко Хендерсона. Четыре года спустя он появился в роли террориста Эрнста Блофельда ещё в одном фильме серии, «Бриллианты навсегда» (1971).
В период между 1968 и 1979 годами Грей снялся в более чем сорока крупных фильмах и телевизионных постановках. Наиболее заметными его экранными работами стали роль рассказчика-криминолога в фильме «Шоу ужасов Рокки Хоррора» (1975) и судью Оливера Райта в его продолжении «Лечение шоком» (1981), а также роль Майкрофта Холмса в фильме «Критическое решение» (1976); позднее он вновь исполнил эту роль в сериале «Приключения Шерлока Холмса» (1984—1994). Также он играл моката в фильме ужасов «Выход дьявола» (1968), командира эскадрильи Хэфорда в военной драме «Эскадрилья „Москито“» (1969), лорда Сикрофта в телесериале The Upper Crusts (1973), Артура Беннингтоне в фильме ужасов «Животное должно умереть» (1974), а в 1983 году снялся в благосклонно встреченном критиками телевизионном фильме «Англичанин за границей». В 1985 году он снялся в эпизоде телесериала «Бержерак», а в 1991 году — в научно-фантастическом фильме Firestar: First Contact. Грей дублировал Джека Хокинса в фильме «Театр крови» (1973), поскольку у того в тот момент были проблемы из-за операции на гортани. За свою актёрскую карьеру он снялся более чем в 80 фильмах и сериалах.
Чарльз Грей скончался от рака 7 марта 2000 года в Лондоне. Кремирован в крематории Голдерс-Грин, в мавзолее которого хранится его прах.

## Внешние ссылки
- Charlie Gray (англ.) на сайте Internet Movie Database
- Чарльз Грей на сайте Aveleyman.com
- Некролог в «Гардиан»